# روغن (نمایشنامه)
روغن یا روغن نهنگ (به انگلیسی: Ile) نمایشنامه‌ای تک‌پرده‌ای از یوجین اونیل است که نخستین بار در ۳۰ نوامبرِ ۱۹۱۷ به وسیلهٔ گروه پراوینستاون در نیویورک بر صحنه رفت.

## نقد و نظر
برت کلارک روغن را نزدیک‌ترین تک‌پرده‌ای به گونهٔ تراژدی دانسته و مایه‌های بالزاکی شخصیت‍پردازی قهرمان را یادآوری کرده است. جان گسنر نیز عناصر تراژیکی چون تکبر را در این نمایشنامه ستوده است.